# Sterrenmosnetwants
De sterrenmosnetwants (Acalypta musci) is een wants uit de familie van de Tingidae (Netwantsen). De soort werd het eerst wetenschappelijk beschreven door Schrank in 1781.

## Uiterlijk
De redelijk ovaal gevormde wants kan 2,5 tot 3 mm lang worden. De soorten van het geslacht Acalypta onderscheiden zich door uniforme kleuren van de vleugeladers en het brede, horizontale randveld van het halsschild. Het is de enige Acalypta-soort met één lijst op het halsschild. De antennen zijn niet behaard en hebben geen verdikte basis van het derde antenne segment. Het middenveld van de vleugel is  vijf of meer cellen breed. De wants is altijd brachypteer.

## Leefwijze
De imagines kunnen een groot deel van het jaar gevonden worden vooral in bossen, op de bodem, tussen mossen, dood hout en kruiden aan de voet van bomen en boomstronken. Ze leven van mos en met name sterrenmos (Mnium).  Het vermoeden is dat ze één generatie per jaar hebben en overwinteren als volwassen dieren. Volwassen dieren worden waargenomen in mei, juni, september en december, en nimfen in mei en september.

## Leefgebied
De soort komt voor in het midden van Europa, niet in het noorden en zuiden. In Nederland is de soort zeldzaam en is hij alleen waargenomen in Zuid-Limburg.